# Nana Visitor
Nana Tucker (Nueva York, Estados Unidos; 26 de julio de 1957), conocida artísticamente como Nana Visitor, es una actriz estadounidense conocida por su papel de Kira Nerys en la serie Star Trek: Deep Space Nine y Jean Ritter en Wildfire.

## Carrera
Visitor empezó su carrera artística en los años 70 sobre los escenarios de Broadway donde trabajó en producciones como My One and Only. En 1977 hizo su debut cinematográfico (acreditada como Nana Tucker) en la película The Sentinel. En la pequeña pantalla Visitor protagonizó en 1976 la sitcom Ivan the Terrible. A partir de 1978 hasta 1982 tuvo papeles habituales en tres soap operas: Ryan's Hope, The Doctors y One Life to Live.
En 1984 apareció en un episodio de la segunda temporada de Hunter. Un año después aparecería en el episodio Hellfire de MacGyver como Laura Farren y DOA: MacGyver en el papel de Carol Varnay. En 1986 apareció en Knight Rider. En 1988 hizo un cameo en la serie Night Court. En el mismo año apareció como propietaria del Sparta Newspaper en In the Heat of the Night. Anteriormente obtuvo el papel de Kira Nerys en Star Trek: Deep Space Nine, también compartió protagonismo con Sandra Bullock en la serie Working Girl. Tras la finalización de Star Trek: Deep Space Nine tuvo un papel secundario como villana interpretando a la Dra. Elizabeth Renfro en Dark Angel, en cuanto a las obras teatrales hizo de Roxie Hart en la gira del musical Chicago a través de varias compañías de Broadway obteniendo críticas favorables, sin embargo la carrera de Visitor fue interrumpida momentáneamente por los atentados del 11 de septiembre. En 2005 fue elegida como parte del reparto de la serie Wildfire y en 2008 hizo un cameo en un episodio de Battlestar Galactica.
Visitor tuvo un pequeño papel como Pamela Voorhees (la madre de Jason) en Viernes 13. También ha prestado su voz en la serie Padre de familia en varios episodios.